# Рісте
Рісте (нім. Rieste) — громада в Німеччині, розташована в землі Нижня Саксонія. Входить до складу району Оснабрюк. Складова частина об'єднання громад Берзенбрюк.
Площа — 30,6 км2. Населення становить 3620 ос. (станом на 31 грудня 2021).

## Галерея

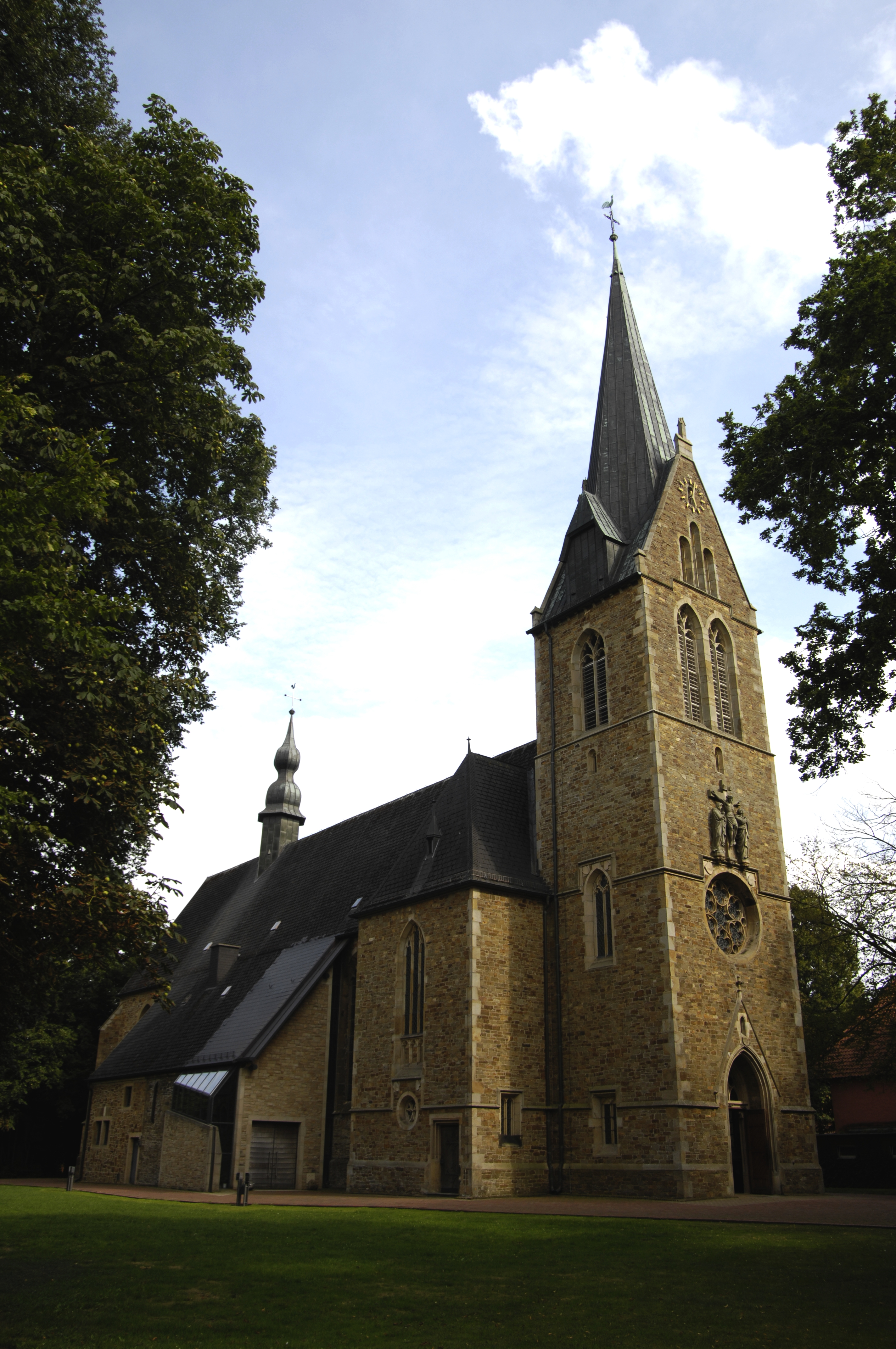
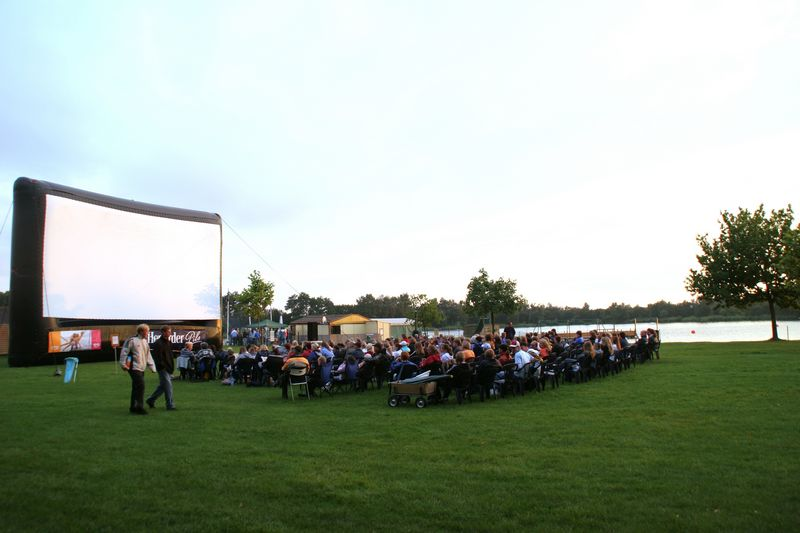
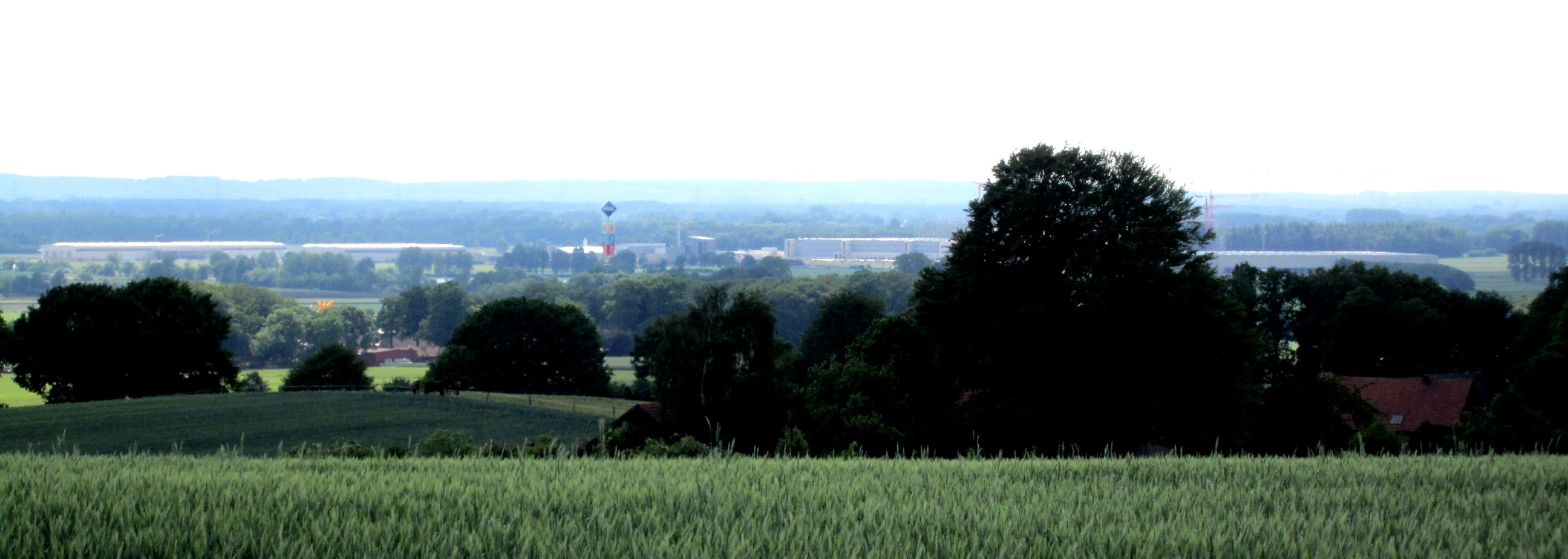